# Joseph Sirola
Joseph Anthony Sirola (* 7. Oktober 1929 in Carteret, New Jersey; † 10. Februar 2019 in New York City) war ein US-amerikanischer Schauspieler, Synchronsprecher und Theaterproduzent kroatischer Abstammung.

## Leben
Sirola wurde als Sohn von Anton Sirola, einem Zimmermann, und von Ana Dubrovich geboren, Einwanderern aus Jugoslawien – der heutigen Republik Kroatien. Er wuchs zusammen mit seiner Schwester Vera in New York City auf, wo seine Mutter eine Pension in Chelsea betrieb. In der Familie wurde sowohl Englisch als auch Serbokroatisch gesprochen und die Kinder wuchsen zweisprachig auf.
1947 machte er seinen Abschluss an der Stuyvesant High School im Stadtteil East Village und studierte nach seiner Schulzeit Betriebswirtschaftslehre am College der Columbia-Universität, das er 1951 als Bachelor abschloss. Im Anschluss diente er für 15 Monate als Soldat im Koreakrieg und nahm im Alter von 28 Jahren – nach dem Ende seiner Zeit beim Militär und als Sachbearbeiter beim New York City Department of Welfare – eine Stelle als Manager für Verkaufsförderung bei dem Hygieneartikel-Hersteller Kimberly-Clark an. Auf Anraten einer Freundin belegte er Kunstkurse am Hunter College und begeisterte sich zunehmend für die Schauspielerei.
Eine Leidenschaft Sirolas, die er mit seinem Schauspielkollegen James Cagney gemeinsam hatte, war die Hobby-Gärtnerei: Bereits Ende der 1960er Jahre legte er im Außenbereich seiner Penthouse-Wohnung in der Upper East Side von Manhattan einen Dachgarten mit ersten Tomatenpflanzen an. 1989 erklärte Sirola, der als „The Green Thumb of the Upper East Side“ (dt. Der grüne Daumen der Upper East Side) galt, gegenüber Newsday: „Ich habe zwei Feigenbäume, Birnbäume und sieben Weinstöcke. […] Ich habe zwei Blaubeerbüsche gepflanzt. Es gibt Tomaten und Paprika. Und, oh ja, es gibt jede Art von Kräutern, die man sich vorstellen kann.“
Er war ebenfalls bekannt dafür, immer einen dreiteiligen Anzug mit einer seiner selbst gezogenen roten Rosen im Knopfloch des Revers zu tragen; beides wurde zu seinem Markenzeichen. Jeden Juni veranstaltete er zudem eine Champagner-und-Rosen-Party, auf denen er über seine Begegnungen mit bekannten und weniger bekannten Kollegen erzählte oder diese imitierte, wie beispielsweise Richard Burton, mit dem ihn eine lange Freundschaft verband.
Sirola starb im Alter von 89 Jahren an akutem respiratorischen Versagen in einem New Yorker Krankenhaus; er wurde  von seiner langjährigen Partnerin Claire Gozzo und seiner Tochter Dawn Bales überlebt.

## Karriere
Seine erste Off-Broadway-Rolle hatte er 1959 in dem Bühnenstück Song for a Certain Midnight, für das er von Brooks Atkinson der New York Times gelobt wurde; ein Jahr später folgte sein Broadway-Debüt als Barbesitzer Christmas Morgan in The Unsinkable Molly Brown. Es folgten weitere Rollen am Broadway, beispielsweise in Golden Rainbow (1968) als Lou Garrity, im Musical Pal Joey (1976) und in seiner Lieblingsrolle als Alfie Doolittle in My Fair Lady.
Sein Ein-Mann-Stück Shakespeare’s Ages of Man, in dem er achtzehn der großen Figuren William Shakespeares verkörperte, wurde landesweit ein großer Erfolg.
Neben seiner Arbeit auf der Bühne war Sirola ab den 1960er Jahren in Haupt- und Nebenrollen in zahlreichen Fernsehserien zu sehen, beispielsweise in der CBS-Seifenoper The Brighter Day als Peter Nino. Zu seinen bekannteren Rollen zählen Auftritte in Der Magier, in The Montefuscos sowie 1989 als Vater der Titelfigur in Wolf, an der Seite von Jack Scalia.
Sirola spielte auch in Filmen an der Seite von Rock Hudson in Schräge Bettgesellen, an der Seite von Clint Eastwood in Hängt ihn höher und 1965 zusammen mit Max von Sydow in Die größte Geschichte aller Zeiten. 1984 freundete er sich mit James Cagney an, den er bei Dreharbeiten zu dem Fernsehfilm Nick sitzt in der Klemme (engl. Terrible Joe Moran) kennengelernt hatte; beide verband ihre gemeinsame Leidenschaft für die Hobby-Gärtnerei. Ihm zu Ehren inszenierte und produzierte er das Musical Cagney.
In den Vereinigten Staaten war Sirola auch als „The King of the Voice-Overs“ (dt. „Der König der [Synchron-] Sprecher“) bekannt; den Titel hatte er 1970 vom Wall Street Journal erhalten. Er war in zahlreichen Werbespots, aber auch als Ansager zu hören und verdiente, laut einem Interview für Columbia College Today, einer Publikation seiner Alma Mater, alleine mit Sprechrollen „über zwanzig Jahre lang jährlich eine Million US-Dollar“, von anfangs 3.200 US-Dollar als junger Schauspieler im Jahr 1968. Bekannt ist er als Sprecher und als Werbestimme der US-amerikanischen Schnellrestaurant-Kette Wendy’s zwischen 1989 und 2003 (beispielsweise in „Wendy’s Dave’s Deluxe Commercial“ aus dem Jahr 1991), für Produkte wie Vicks Formula 44 sowie Firmen wie Mobil, General Electric, Ford, Hertz, Boar’s Head Meat, NyQuil, Club Med und die Dave Thomas Foundation For Adoption (2006). Seine Stimme war auch während der „I Love New York“-Kampagne und der Empire-State-Building-Tour zu hören. Für über 10.000 Sprech- und Werberollen erhielt 25 Clio Awards, den Oscar für Werbung.
In seinen späten Jahren produzierte Sirola unter anderem die Broadway- und Off-Broadway-Bühnenstücke A Gentleman’s Guide to Love And Murder, Time Stands Still, Stick Fly, Love Letters, The Trip To Bountiful sowie Rodgers and Hammersteins Adaption von Cinderella, für die er 2013 für einen Tony Award nominiert wurde. Im Folgejahr erhielt er schließlich den Award für A Gentleman's Guide to Love and Murder.
2015 beendete er seine Karriere nach über 56 Jahren.
Im deutschen Sprachraum wurde Sirola unter anderem von Friedrich W. Bauschulte, Friedrich Georg Beckhaus, Christoph Beyertt, Lothar Blumhagen, Siegfried Dornbusch, Hermann Ebeling, Till Hagen, Toni Herbert, Alexander Herzog, Reinhard Kuhnert, Horst Pinnow, Arnold Marquis, Gerd Martienzen, Peter Matic, Klaus Miedel, Joachim Nottke, Heinz Petruo, Manfred Reddemann, Christian Rode, Frank-Otto Schenk, Friedrich Schoenfelder, Jochen Schröder, Otto Stern, Hans Teuscher, Andreas Thieck, Jürgen Thormann und Winfried Wagner synchronisiert.

## Auszeichnungen
- 25 Clio Awards[6][7]
- Drama Desk Awards[7]
- 2013: Tony-Award-Nominierung in der Kategorie „Revival of a Play“[2][3]
- 2014: Tony Award für A Gentleman's Guide to Love and Murder[3][4]

## Filmografie (Auswahl)

### Film
- 1959: Ehegeheimnisse (Happy Anniversary)
- 1965: Fremde Bettgesellen
- 1965: Die größte Geschichte aller Zeiten
- 1966: Das Geheimnis der grünen Hornisse (Fernsehfilm zu The Green Hornet)
- 1967: Chuka
- 1968: Hängt ihn höher
- 1969: Three
- 1970: Der Delta Faktor
- 1972: Hail
- 1972: Um drei Uhr geht die Bombe hoch (Visions of Death; Fernsehfilm)
- 1973: Cry Rape (Fernsehfilm)
- 1974: Die Supercops – Zwei irre Hunde (The Super Cops)
- 1974: Die Herrscherin des Bösen (Seizure)
- 1976: High Risk (Fernsehfilm)
- 1980: Swan Song (Fernsehfilm)
- 1984: Nick sitzt in der Klemme (Terrible Joe Moran; Fernsehfilm)
- 1994: Soloist (Kurzfilm)
- 1994: Love Is a Gun – Mörderische Leidenschaft (auch: Im Fokus – Tödliche Ekstase; Love Is a Gun)
- 1997: Sunday
- 2015: Codger (Kurzfilm)

### Fernsehen
- 1954: The Brighter Day
- 1962: Die Unbestechlichen
- 1962: The Andy Griffith Show
- 1962–1965: Perry Mason
- 1963–1964: Rauchende Colts
- 1964: Combat!
- 1964: Mr. Novak
- 1965: Im wilden Westen (Death Valley Days)
- 1965–1966: Mini-Max oder die unglaublichen Abenteuer des Maxwell Smart
- 1966: Wettlauf mit dem Tod (Run For Your Life)
- 1966: Kobra, übernehmen Sie
- 1966–1967: Solo für O.N.K.E.L.
- 1967: Die Fantastischen Vier (Sprechrolle)
- 1970–1972: Hawaii Fünf-Null
- 1973: Wo die Liebe hinfällt (Love, American Style)
- 1974: Der Magier
- 1974: Der Nachtjäger (Kolchak: The Night Stalker)
- 1974: Rhoda
- 1975: Mannix
- 1975: The Montefuscos
- 1976: Somerset (Ableger von Another World)
- 1977: Washington: Hinter verschlossenen Türen (Miniserie)
- 1979: Wonder Woman
- 1979–1980: Detektiv Rockford – Anruf genügt
- 1979–1982: Quincy
- 1981: Drei Engel für Charlie
- 1982: Bret Maverick
- 1984: Matt Houston
- 1984: Trio mit vier Fäusten
- 1985: Das A-Team
- 1986: The Ellen Burstyn Show
- 1986–1988: Simon & Simon
- 1987: Ohara
- 1989: Gideon Oliver
- 1989–1990: Wolf
- 1991: D.E.A. – Krieg den Drogen
- 1992: Ehekriege (Civil Wars)
- 1992–1995: Palm Beach-Duo
- 1995: The City
- 1999: New York Cops – NYPD Blue
- 1999: Chaos City
- 1999: Paramour (Miniserie)
- 2001: Diagnose: Mord
- 2010: Rescue Me

## Theater (Auswahl)
- 1959: Song for a Certain Midnight (Off-Broadway)
- 1960–1962: The Unsinkable Molly Brown (Broadway)
- 1968–1969: Golden Rainbow (Broadway)
- 1976: Pal Joey (Broadway)
- 2010–2011: Time Stands Still (Broadway)
- 2011–2012: Stick Fly (Broadway)
- 2013: Handle With Care (Off-Broadway)
- 2013: The Trip To Bountiful (Broadway)
- 2013–2016: A Gentleman’s Guide to Love And Murder
- 2013: Cinderella (Musical)
- 2014: Love Letters (Broadway)
- 2014: Cagney: The Musical (Off-Broadway Musical)
- Ghetto Klown (Broadway)
- My Fair Lady (Broadway)
- Shakespeare’s Ages of Man (Ein-Mann-Stück)
- The Motherfucker with the Hat (Broadway)